# Peugeot 905 Spider
La Peugeot 905 Spider est une formule de compétition monotype dont les spécifications ont été définies par Peugeot Talbot Sport en parallèle à son engagement en championnat du monde des voitures de sport en 1991. La voiture de course entre dans la catégorie sport-prototypes et reprend le nom de sa grande sœur la Peugeot 905.

## Historique
En 1991, Peugeot souhaite mettre en place une compétition similaire à la Formule Renault pour renforcer l'intérêt du public envers les compétitions d'endurance comme le championnat du monde des voitures de sport. Les principes de base sont des spécifications communes utilisées par divers constructeurs de châssis. Plusieurs constructeurs ont trouvé un intérêt à cette compétition comme Martini, Oreca, Mygale, Norma, Van Diemen, Orion, mais beaucoup renoncent rapidement.
La réalité est plus complexe puisque finalement WR aura la charge du premier châssis qui sera utilisé pour les essais. Space sera le premier à faire de la publicité mais à priori aucun châssis ne sera vendu. Mygale renonce très rapidement mais Orion décide de se lancer.
Martini sera finalement celui qui fait le plus de châssis dès la première saison et Oreca choisira de faire rouler des Martini (ce qui n'était plus arrivé depuis longtemps) avec deux châssis MK64 en 1992, et avec un MK64 et un MK68 en 1993.
Le constructeur italien ALBA (spécialiste de la Coupe Proto Alfa) fait au moins un châssis en 1992 et REN CAR transforme une Orion.
Le principal constructeur est Martini avec vingt châssis (14 châssis MK64 et 6 châssis MK68) qui remporteront la quasi-totalité des courses monotypes. L'autre constructeur fortement lié à cette voiture est le Welter Racing, chargé de construire le premier châssis et qui engage à plusieurs reprises le modèle aux 24 Heures du Mans.
Le kit vendu par Peugeot Talbot Sport (PTS) comprenait la carrosserie, le moteur, les freins Brembo.
Le châssis et les suspensions étaient libres mais sous réserves : aucun matériau coûteux notamment composite, tubes d'acier obligatoires pour le châssis, constructeurs "homologués" par PTS.
Tirage au sort des boîtiers électroniques avant chaque course en 1993, ces boîtiers étant fournis par PTS. Origine Magnetti Marelli...
Jeux de pneus limités (sauf pour les pneus pluie) et taille imposée.

## Technique
Le moteur est basé sur le XU9J4 - 1 905 cm3 en aluminium des Peugeot 405 Mi16 phase 1 et Peugeot 309 GTI 16.
C'est un 4 cylindres en ligne, double arbre à cames en tête et 4 soupapes par cylindre 1905 cm3. Les seules modifications concernent :
- admission spécifique
- carter sec inférieur porteur
- un échappement particulier de type 4 en 1
- un volant moteur supportant la cible des capteurs de gestion d'injection et d'allumage
- cylindrée de 1 905 cm3
- un embrayage spécifique
- une culasse spécifique permettant le fonctionnement du moteur en position verticale
- puissance maxi de 220 ch à 7 500 tr/min
- couple maxi de 206 N m à 6 000 tr/min

Transmission : une boîte de vitesses Hewland de type F3A 5 rapports + marche arrière.
Freins: 4 freins à disques ventilés Brembo avec étrier 4 pistons
Échappement : DEVIL type 4 en 1
Gestion moteur: Magnetti Marelli
En résine époxy d’un poids de 35 kg environ

## Résultats sportifs

### Formule monotype
Les premières compétitions sont organisées en 1992 avec la Spider 905 European Cup et la Coupe Spider 905. Si la compétition continentale n'a connu qu'une seule édition, remportée par le Français Éric Hélary, la compétition nationale a été organisée durant trois saisons en décernant un titre de champion de France à Christophe Bouchut en 1992, Éric Hélary en 1993 et William David en 1994.

### 24 Heures du Mans
En 1992, la situation du championnat du monde des voitures de sport en fin de vie ne permet pas d'attirer suffisamment de voitures aux 24 Heures du Mans. L'Automobile Club de l'Ouest (ACO) décide alors d'ouvrir l'épreuve aux sport-prototypes engagés dans des épreuves nationales. Deux Spiders sont alors engagés dans la catégorie C4, un châssis Orion et un châssis WR. Cette nouvelle catégorie comprenait trois voitures avec la Debora de Didier Bonnet mais aucune n'a été classée en fin de course.
Durant les épreuves suivantes, seul le Welter Racing va continuer à engager le Spider 905 en faisant évoluer le châssis et en lui donnant les noms WR LM93, WR LM94 et WR LM96. Il est alors équipé d'un moteur basé sur le XU9J4 - 1 998 cm3 dérive de la 205t16 groupe B.
En 1993, la catégorie C4 devient la nouvelle catégorie LMP2 et voit la victoire du spider WR LM93 face à la Debora et à la Lucchini. Après l'épreuve 1994, où aucune des LMP2 n'est classée, l'exploit de 1995 reste gravé puisque William David (équipiers Jean-Bernard Bouvet et Richard Balandras) réalise la pole position sur la WR LM94 #9, devant les McLaren F1 GTR, avant de laisser la victoire de catégorie à la Debora.
La dernière apparition de la voiture a lieu en 1996 mais aucune des voitures ne termine la course. Le Welter Racing ne s'engage pas lors des 24 Heures du Mans 1997 à la suite de la mort accidentelle du pilote français Sébastien Enjolras lors de la pré-qualification qui se déroule en mai.